# Dom Władysława Ekielskiego w Krakowie
Dom Władysława Ekielskiego (zwany domem o dwóch frontach) – zabytkowa kamienica znajdująca się w Krakowie na rogu ulicy J. Piłsudskiego 40 oraz alei Z. Krasińskiego 25, na Nowym Świecie.
Właścicielem i zarazem projektantem domu był Władysław Ekielski. Przewodnik Wiedzy i Życia podaje, że budowla ta jest jedną z dwóch najciekawszych atrakcji krakowskiego Nowego Świata. 

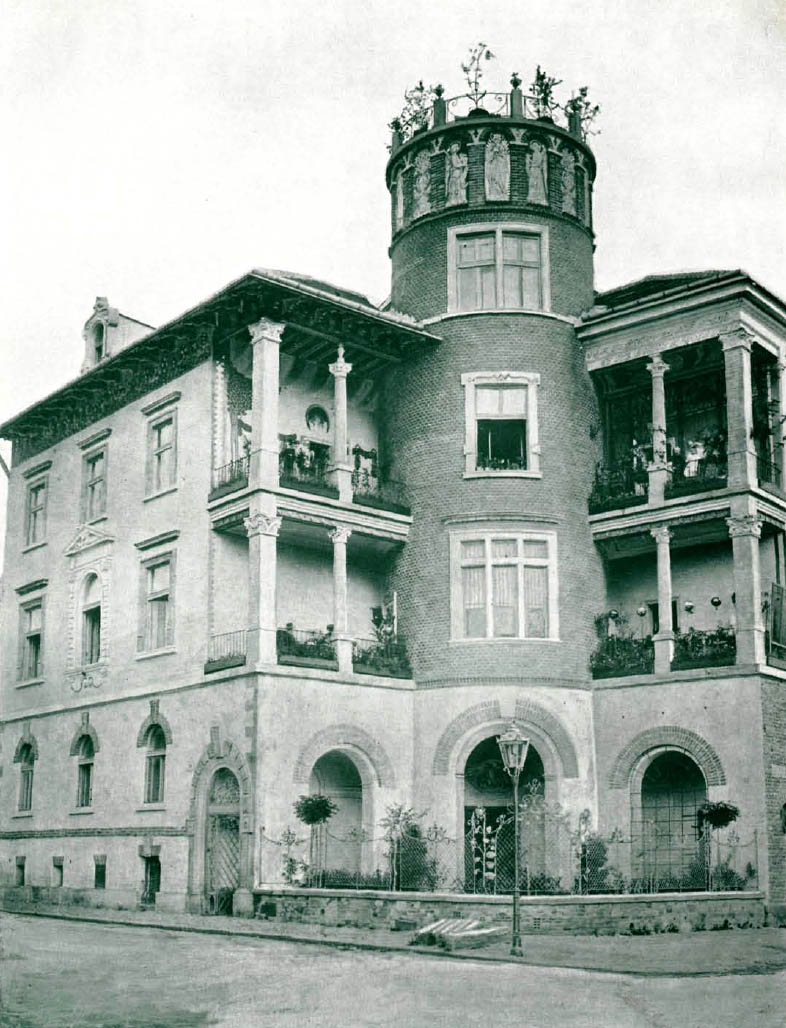
Stan przed 1902
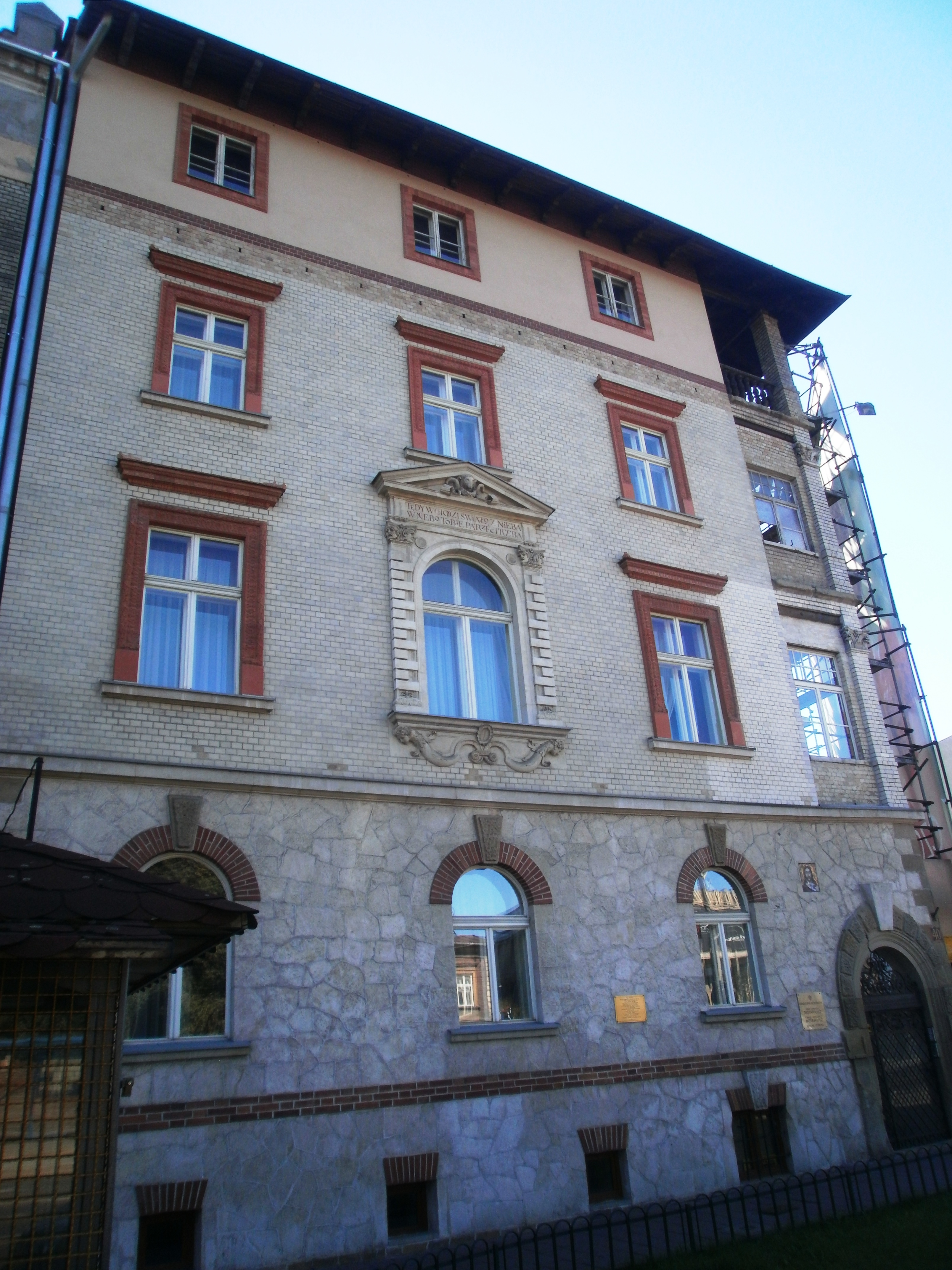
Stan w 2013
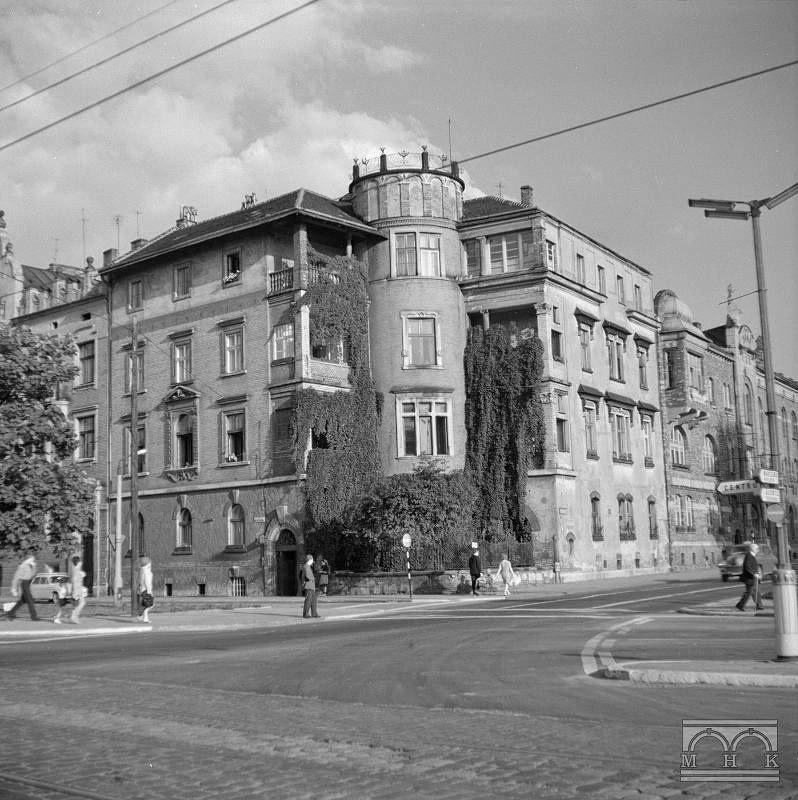
Budynek w latach 60. XX wieku. Fotografia autorstwa Henyka Hermanowicza